# Evershagen
Evershagen è un quartiere (Stadtteil) di Rostock.